# تپه گوراسمه
تپه گوراسمه مربوط به هزاره ۲تا دوران‌های تاریخی پس از اسلام است و در شهرستان بروجرد، بخش اشترینان، روستای دره گرگ واقع شده و این اثر در تاریخ ۲۳ شهریور ۱۳۸۲ با شمارهٔ ثبت ۹۹۸۱ به‌عنوان یکی از آثار ملی ایران به ثبت رسیده است.